# Куций Єланець

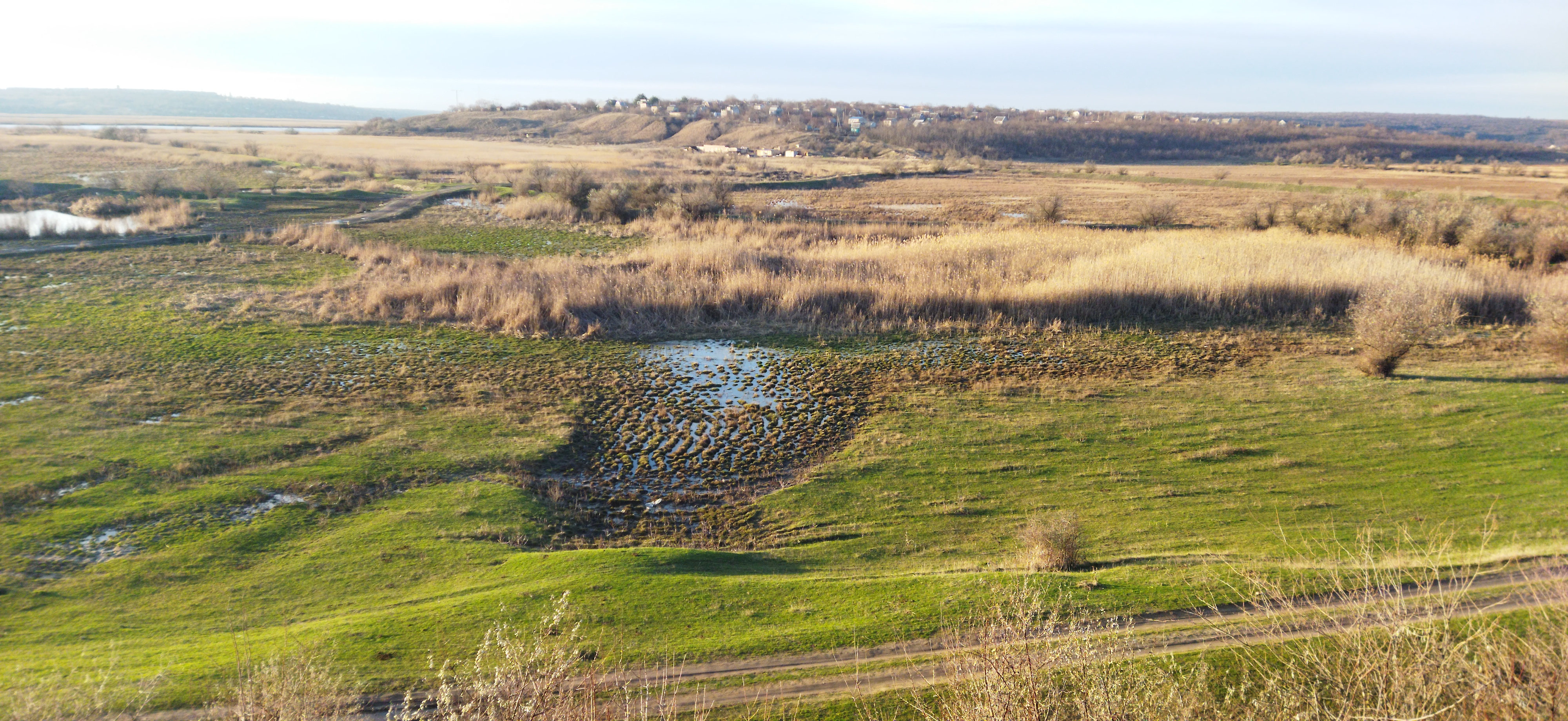
Зимовий розлив річки Куций Єланець

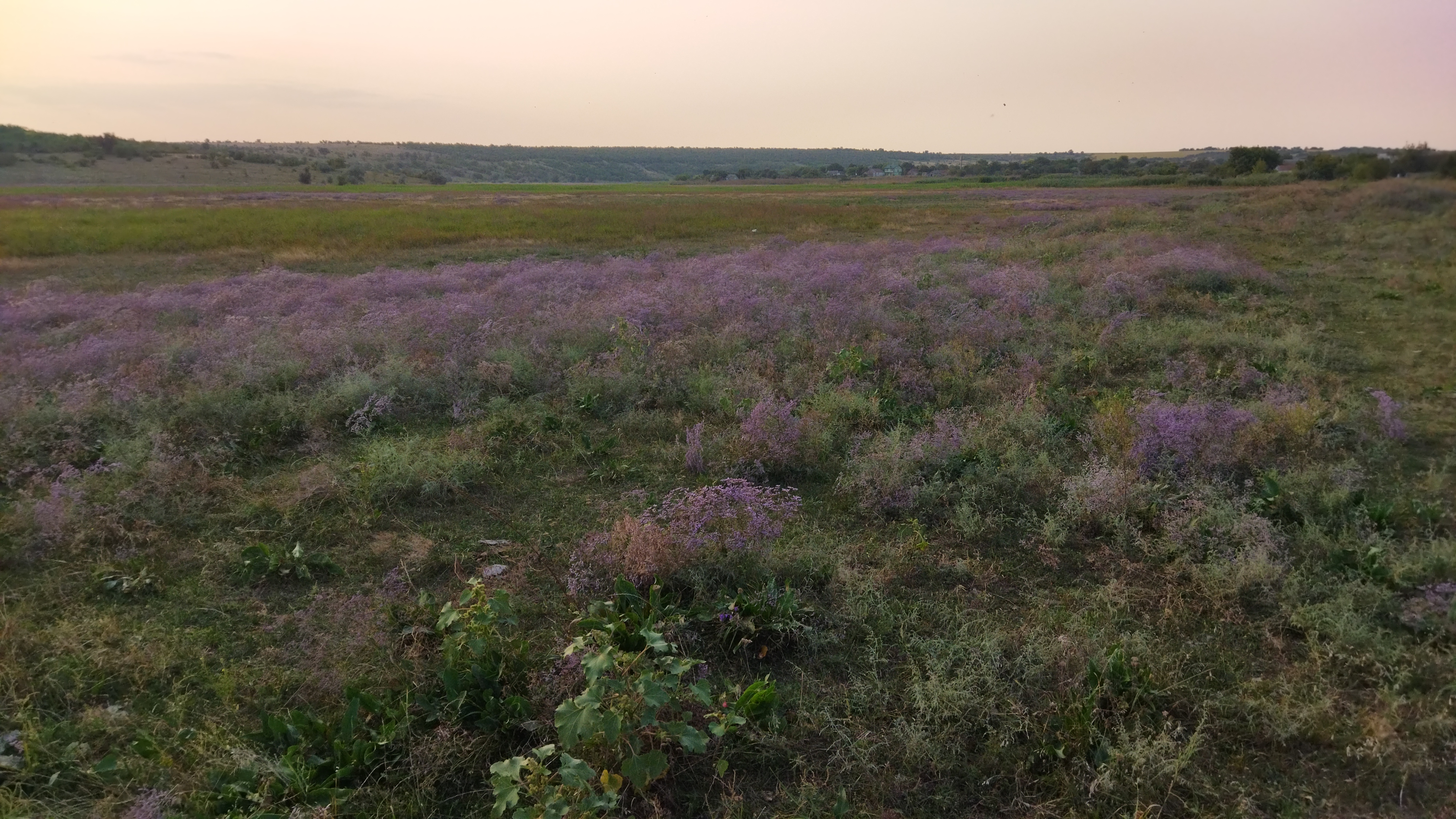
пересихання річки Куций Єланець

Куций Єланець, Сухий Єланець — річка в Україні у Новоодеському районі Миколаївської області. Ліва притока річки Південного Бугу (басейн Південного Бугу).

## Опис

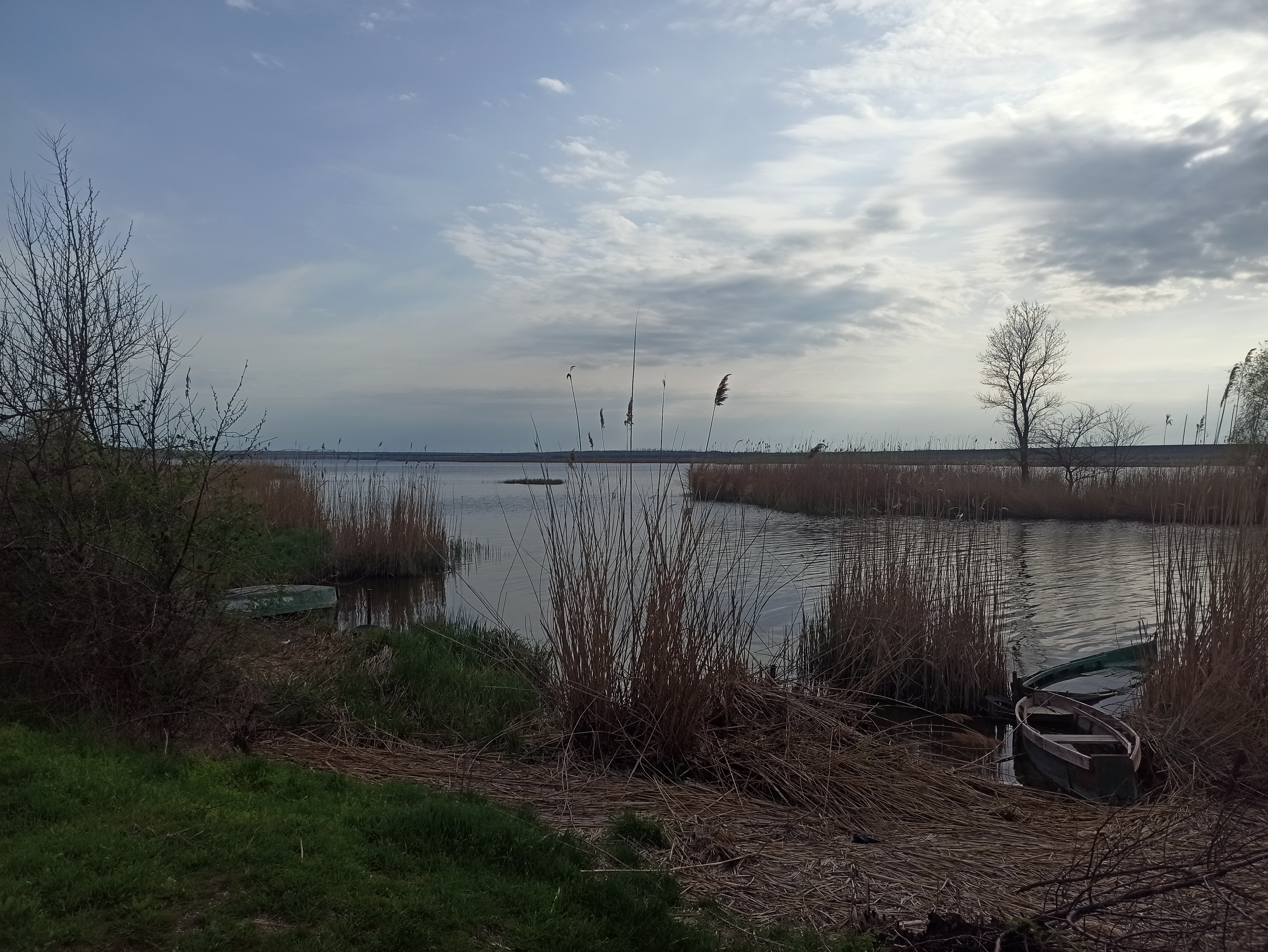
Місце впадіння Куцого Єланцю в Південний Буг біля Себиного

Довжина річки приблизно 36,54 км, найкоротша відстань між витоком і гирлом — 23,74 км, коефіцієнт звивистості річки — 1,54. Формується багатьма безіменними струмками та загатами. На деяких ділянках річка пересихає.

## Розташування
Бере початок на північно-західній околиці села Сухий Єланець. Тече переважно на південний захід через села Новошмідтівку, Себине, впадає в річку Південний Буг.

## Притоки
Рошкувата (права).

## Цікаві факти
- У селі Себине річку перетинає автошлях Р06[3] (автомобільний шлях національного значення на території України. Проходить територією Кіровоградської та Миколаївської областей через Благовіщенське — Вознесенськ — Миколаїв.).
- У XX столітті на річці існували молочно,-птахо,- свино-тваринні ферми (МТФ, ПТФ, СТФ) газголдери та газові свердловини[2], а у XIX столітті — багато скотних дворів та вітряних млинів[1].